# Sam de Meester
Samuel (Sam) Roger de Meester Afana (Ahala (Kameroen), 11 januari 1982) is een Belgisch voetballer die als aanvaller speelt. In 1992 werd hij genaturaliseerd tot Belg.
De Meester speelde in de jeugd bij Eendracht Huise, SV Waregem en Feyenoord. Tussen 2000 en 2002 speelde hij 32 wedstrijden voor SBV Excelsior in de Eerste divisie waarin hij vier doelpunten maakte. In het seizoen 2002/03 kwam hij voor Cercle Brugge uit in de Tweede klasse (26 wedstrijden, 7 doelpunten). Hierna speelde hij tot 2006 voor KSK Maldegem. Aansluitend speelde hij bij FC Augsburg waar hij vooral in het tweede team actief was. Van 2008 tot 2009 speelde De Meester voor TSV Gersthofen en in het seizoen 2010/11 voor de Nederlandse amateurclub TOGR.  Vanaf de zomer van 2011 speelde De Meester in de Bulgaarse B Grupa voor Etar 1924 Veliko Tarnovo. Daar vertrok hij na een half jaar omdat hij geen salaris kreeg. In het seizoen 2012/13 speelde hij voor VV Heerjansdam.